# Lamborghini Genesis

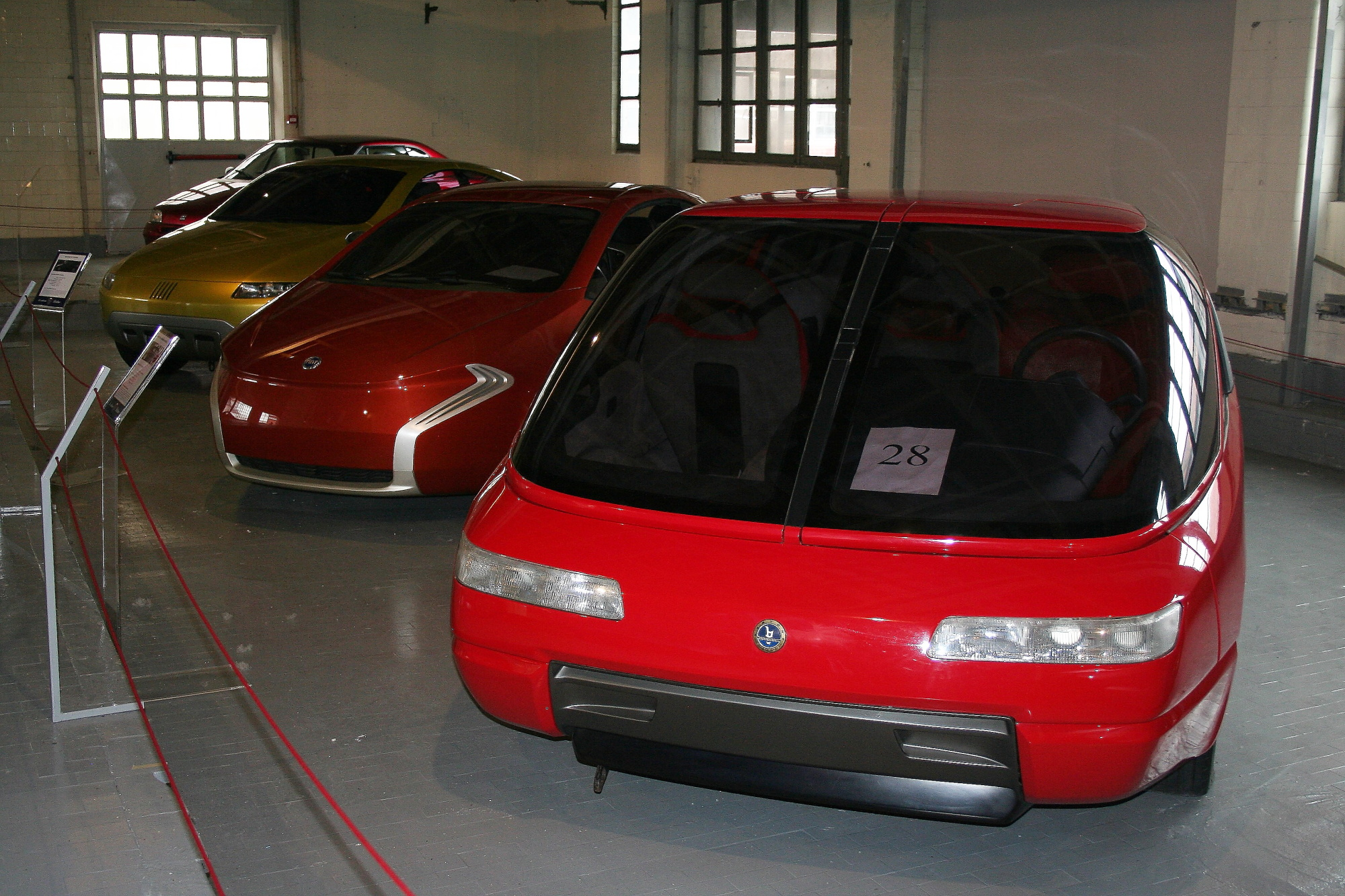
Lamborghini Genesis in der Bertone-Sammlung in Mailand

Der Lamborghini Genesis ist eine 1988 auf dem Turiner Autosalon präsentierte Stilstudie. Der Name kommt aus dem Altgriechischen und bedeutet so viel wie „Entstehung“ oder „Entwicklung“.
Der Entwurf von Nuccio Bertone sollte eine harmonische Verbindung aus Sportwagen und Van darstellen. Besonders auffällig am Genesis ist die überdimensionale Panoramawindschutzscheibe, die sich mitsamt den Fronttüren ähnlich wie bei Schmetterlingstüren öffnet. Im Profil versuchte Bertone eine Keilform zu erzeugen, um das Auto dynamischer wirken zu lassen. Diese machte er mithilfe einer horizontalen, leicht ansteigenden Linie, die die seitlichen Fensterflächen teilte.
Der Motor des Genesis ist in Mittelmotorposition eingebaut und stammt ursprünglich aus dem Lamborghini Countach Quattrovalvole. Das Chassis stammt vom Lamborghini Espada. Durch dieses Chassis war nur ein Radstand von 2,65 m möglich. Die Länge des Genesis beträgt 4,68 m, die Höhe 1,52 m und die Breite genau 2 m.
Vom Genesis wurde nur ein einziges Exemplar gebaut.